# مایکل جی. بلک
مایکل جی. بلک (به انگلیسی: Michael J. Black) دانشمند رایانه آمریکایی متولد شده در توبینگن آلمان است. او مدیر مؤسس مؤسسه ماکس پلانک برای سیستم‌های هوشمند است، جایی که او بخش سیستم‌های ادراک را در تحقیقات متمرکز بر بینایی رایانه‌ای، یادگیری ماشین و گرافیک رایانه رهبری می‌کند. او همچنین استاد افتخاری در دانشگاه توبینگن است.
بلک برنده هر سه جایزه بزرگ آزمایشی در بینایی رایانه‌ای شده است: جایزه کوندرینک در کنفرانس اروپایی بینایی رایانه‌ای (ECCV) در سال ۲۰۱۰ و ۲۰۲۲، جایزه هلمهولتز در کنفرانس بین‌المللی بینایی رایانه‌ای (ICCV) در سال ۲۰۱۳، و جایزه لانگوت-هیگینز در کنفرانس مؤسسه مهندسان برق و الکترونیک در بینایی رایانه‌ای و تشخیص الگو (CVPR) در سال ۲۰۲۲ و در سال ۲۰۲۳ او جایزه پژوهشگر ممتاز تراکنش‌های آی‌تریپل‌ئی در تحلیل الگو و هوش ماشینی (PAMI) را دریافت کرد.

## تحقیقات

### جریان نوری
تز بلک تخمین جریان نوری را به عنوان یک مسئله تخمین M قوی دوباره فرموله کرد. مشاهدات اصلی این بود که ناپیوستگی‌های فضایی در حرکت تصویر و نقض فرض ثابت روشنایی استاندارد را می‌توان به عنوان نقاط پرت در نظر گرفت. فرمول‌بندی مجدد مسئله بهینه‌سازی کلاسیک به‌عنوان یک مسئله برآورد قوی نتایج دقیق‌تری تولید کرد.
این الگوریتم جریان نوری «بلک و آنندان» به طور گسترده‌ای استفاده شده است، به عنوان مثال، در جلوه‌های ویژه. این روش برای محاسبه جریان نوری برای جلوه‌های نقاشی در چه رؤیاهایی که می‌آیند و برای ثبت اسکن‌های صورت سه بعدی در بارگذاری مجدد ماتریکس استفاده شد.
نسخه‌ای از این اثر جایزه مقاله برجسته مؤسسه مهندسان برق و الکترونیک را در کنفرانس بینایی رایانه‌ای و بازشناخت الگو ۱۹۹۱ و جایزه هلمهولتز را در کنفرانس بین‌المللی بینایی رایانه‌ای ۲۰۱۳ برای کارهایی که «آزمایش زمان را پس داده‌اند» دریافت کرد.
تمرکز اولیه او بر مدل‌سازی آماری حرکت، به‌ویژه در ناپیوستگی‌های حرکتی، منجر به دو مقاله جایزه دیگر شد. کار او با دیوید فلیت در مورد "تشخیص احتمالی و ردیابی مرزهای حرکت" برنده جایزه افتخاری برای جایزه «مار» در کنفرانس بین‌المللی بینایی رایانه‌ای ۹۹ شد. کار بلک با استفان راث «در مورد آمار فضایی جریان نوری» جایزه افتخاری برای جایزه «مار» در کنفرانس بین‌المللی بینایی رایانه‌ای ۲۰۰۵ دریافت کرد.

## استخدام
۱۹۸۵–۱۹۸۹: پس از مدرک کارشناسی، بلک به منطقه خلیج سان فرانسیسکو نقل مکان کرد و به عنوان مهندس نرم‌افزار در سیستم‌های دولتی GTE و سیستم‌های تصمیم‌گیری پیشرفته (ADS) مشغول به کار شد و سیستم‌های خبره را بر روی ماشین‌های زیراکس و نمادهای لیسپ توسعه داد. در طول این مدت، او کارشناسی ارشد خود را در علوم رایانه در محاسبات نمادین و اکتشافی از طریق برنامه افتخارات Co-Op در استنفورد به پایان رساند. مشاور او جان مک‌کارتی بود.
۱۹۸۹-۱۹۹۲: در این دوره، بلک دکترای خود را در دانشگاه ییل دنبال کرد و توسط یک کمک هزینه تحصیلات تکمیلی ناسا حمایت شد. او دکترای خود را در مرکز تحقیقات ایمز ناسا در بخش تحقیقات عوامل انسانی به رهبری اندرو (بو) واتسون به پایان رساند. در دانشگاه ییل، پی آناندان و درو مک درموت به او مشاوره دادند.

## تاسیس و اداره موسسه‌ها
بلک علاوه بر مؤسس موسسه ماکس پلانک برای سیستم های هوشمند (MPI) برای سیستم‌های هوشمند، تأسیس مدرسه بین‌المللی تحقیقات ماکس پلانک (IMPRS) برای سیستم‌های هوشمند را رهبری کرد.
در سال ۲۰۱۵، او ابتکاری را پیشنهاد کرد که هدف آن تبدیل منطقه اشتوتگارت-توبینگن آلمان به یک رهبر جهانی در تحقیقات و کاربردهای هوش مصنوعی است. او عضو هیئت اجرایی کنسرسیوم تحقیقاتی است و به عنوان سخنگوی آن فعالیت می‌کند.

## کارآفرینی
در سال ۲۰۱۳، تیمی از گروه بلک لبز را توسعه دادند که فناوری مدل بدنه سه بعدی را برای صنعت پوشاک و بازی تجاری کرد. بلک یکی از بنیانگذاران و سرمایه‌گذاران بود. بادی لبز در سال ۲۰۱۷ توسط آمازون خریداری شد.
در سال ۲۰۱۸، مش‌کاپد جی‌ام‌بی‌اچ از گروه خود خارج شد. این استارت آپ بر روی صدور مجوز فناوری توسعه یافته در MPI-IS و ارائه خدمات تمرکز دارد.